# Beccariola nigricollis
Beccariola nigricollis es una especie de coleóptero de la familia Endomychidae.

## Distribución geográfica
Habita en Sumbawa.